# تنجرلی (گوینوجک)
تنجرلی (به ترکی استانبولی: Tencerli) یک منطقهٔ مسکونی در ترکیه است که در گوینوجک واقع شده‌است.